# Церковь Святого Назарета (Калькутта)
Церковь Святого Назарета или церковь святого Назара — армянская церковь, находящаяся в Калькутте, Индия. Церковь находится на Армянской улице, на северо-западном углу Барабазара, недалеко от моста Хора. Считается, что это самая старая церковь в Калькутте. Кроме церкви святого Назара в Калькутте также находятся ещё два армянских храма: Пресвятой Богородицы и святого Григория Просветителя.

## История
22 июня 1688 года Британская Ост-Индская компания заключила контракт с армянами. Сэр Хосия Чайлд от имени Ост-Индской компании и Ходжа Сархад вместе с Ходжой Фануш от имени армян подписали контракт. В соответствии с этим контрактом Ост-Индская компания должна была строить церкви на территории Индии, где живут минимум 40 армян с предоставлением 50 фунтов в качестве вознаграждения священникам этих церквей.
В 1708 (по другим данным в 1705 или 1707) году Ост-Индская компания построила небольшую деревянную церковь на месте юго-восточного крыла существующей ныне церкви. 1708 год официально считается датой основания первой армянской церкви в Кальтутте и в 2008 году праздновалось её трехсотлетие. Российский ориенталист Э. Э. Ухтомский в своей книге «Путешествие Государя Императора Николая II на Восток (в 1890—1891)» отмечает, что в Калькутте в 1724 году находилась армяно-григорианская церковь. Армянин по имени Ага Назар (Аго Назар) собрал средства и построил церковь в 1724 году.
Современная церковь святого Назарета была построена в 1764 году по проекту начала XVIII века и является сегодня старейшей сохранившейся христианской церковью в Калькутте. Церковь построил Ага Мамед Хазар Малияр на участке земли, пожертвованном армянином по имени Кенанентех Пануш (Kenanentekh Phanoosh). Спроектировал храм армянин из Персии по имени Кавонд. Внутреннее убранство церкви было сделано Хачиком Эрфиэлем. Хачик построил обители священников и установил высокие стены вокруг кладбища. Кроме того, Хачик Эрфиэль пожертвовал церкви прекрасные часы. В 1790 г. Качик  Аракиель пристроил к храму помещение для клира и установил часы на колокольне. Богатые интерьеры, включая сочетания чёрного и белого мрамора, появились благодаря поддержке богатых армян, таких как Пол Хачик Чатыр.
С XX века церковь предоставлялась русской диаспоре для православных богослужений.

## Архитектура
Интерьер церкви украшен мрамором, галерея содержит росписи. В алтаре находится крест, Евангелие и 12 подсвечников, символизирующих Христа и его апостолов. Существует лестница, ведущая на галереи, стены которой имеют вставки с фресками.
Алтарь украшают три картины английского художника А. Е. Харриса: «Пресвятая Троица», «Тайная вечеря» и «Погребение Иисуса Христа». В помещениях храма можно увидеть остатки армянского кладбища.

## Галерея

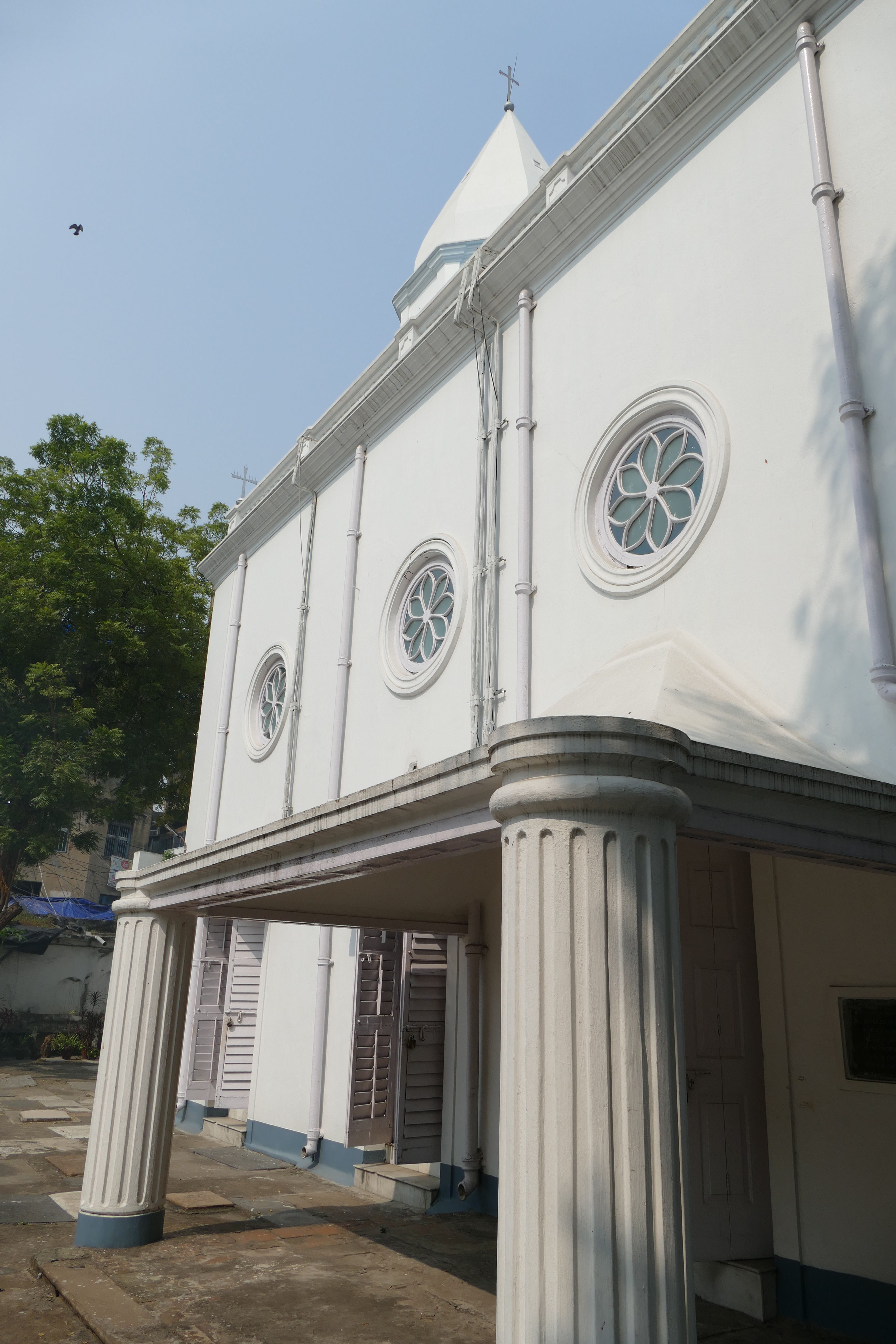
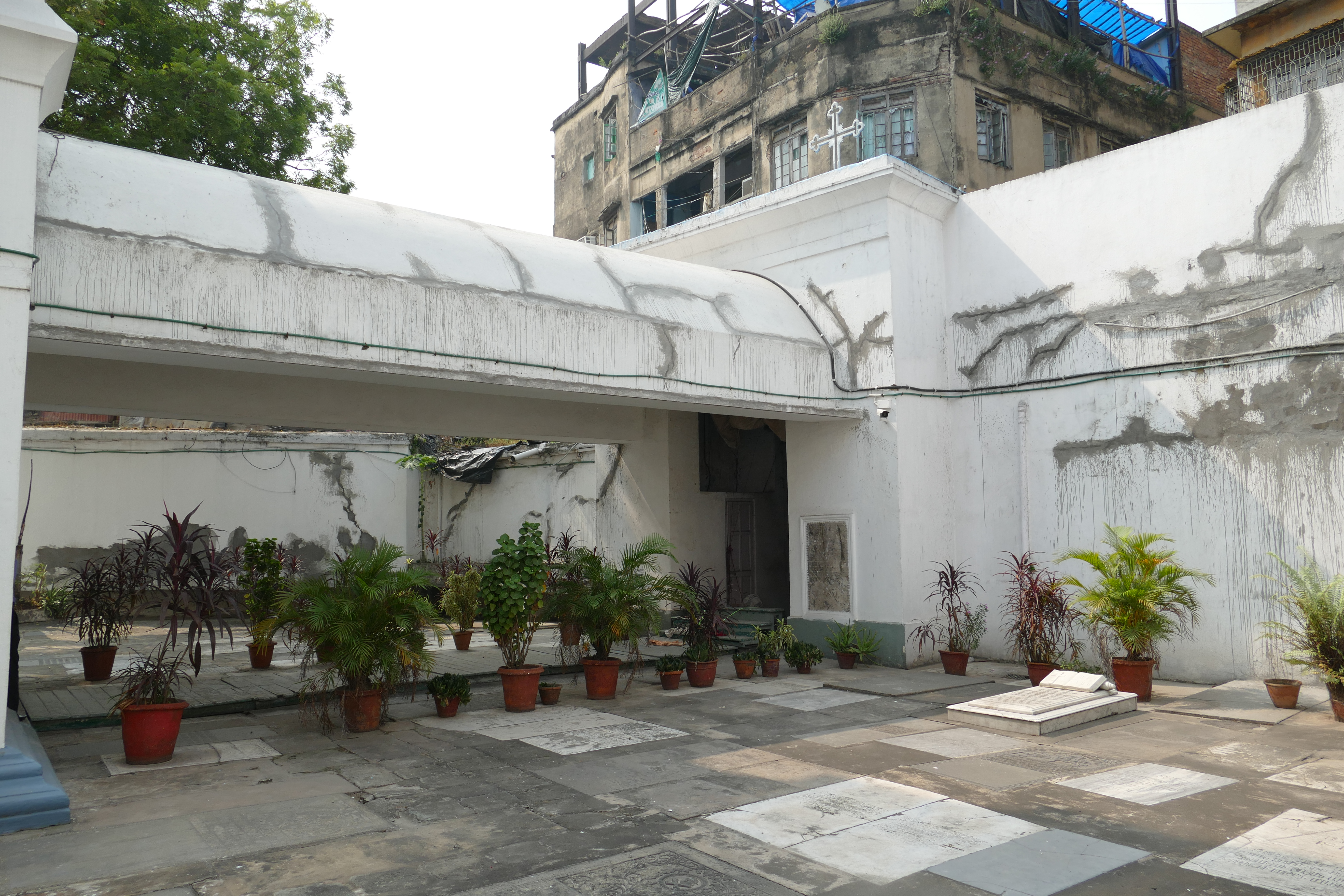
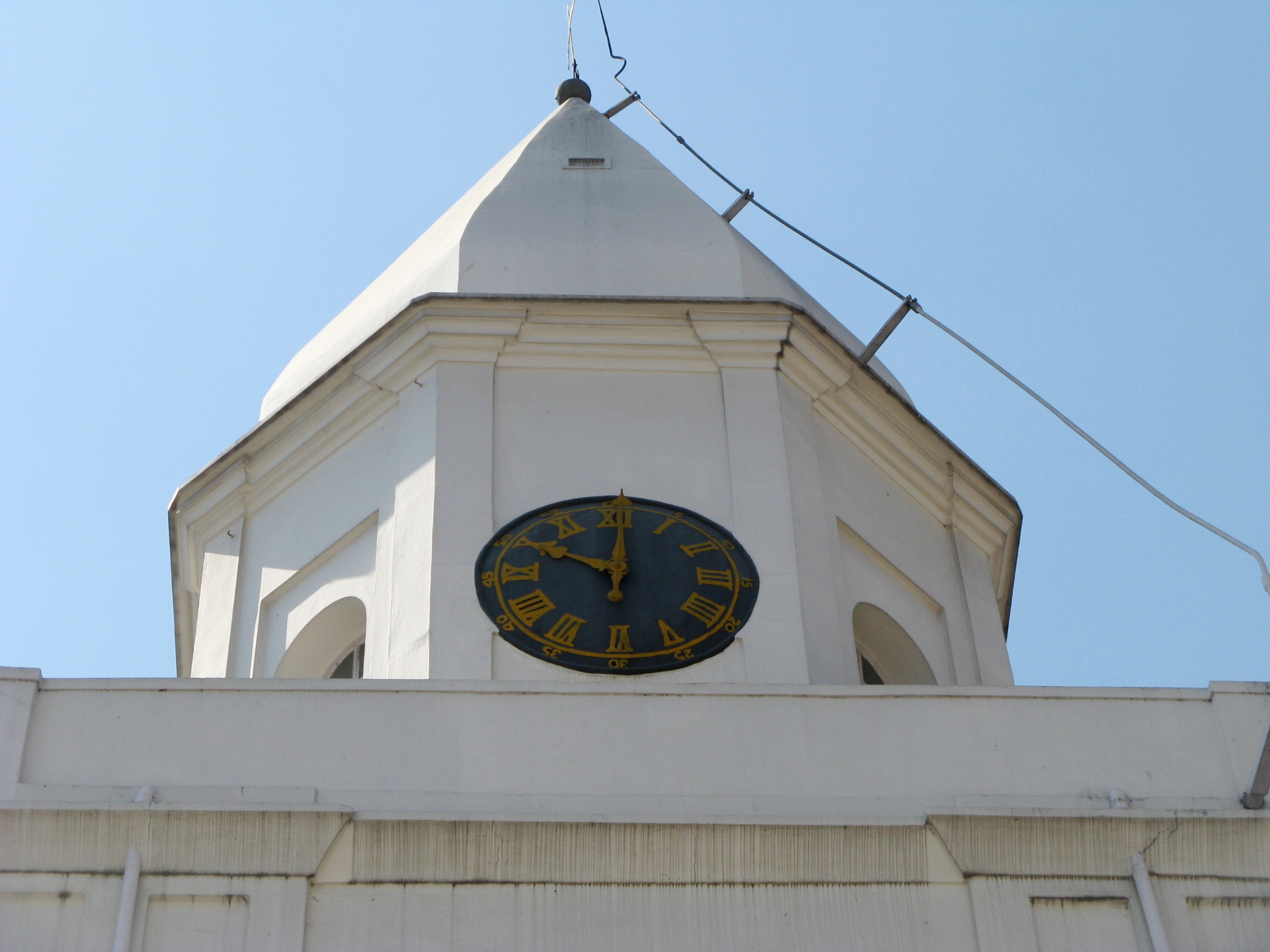
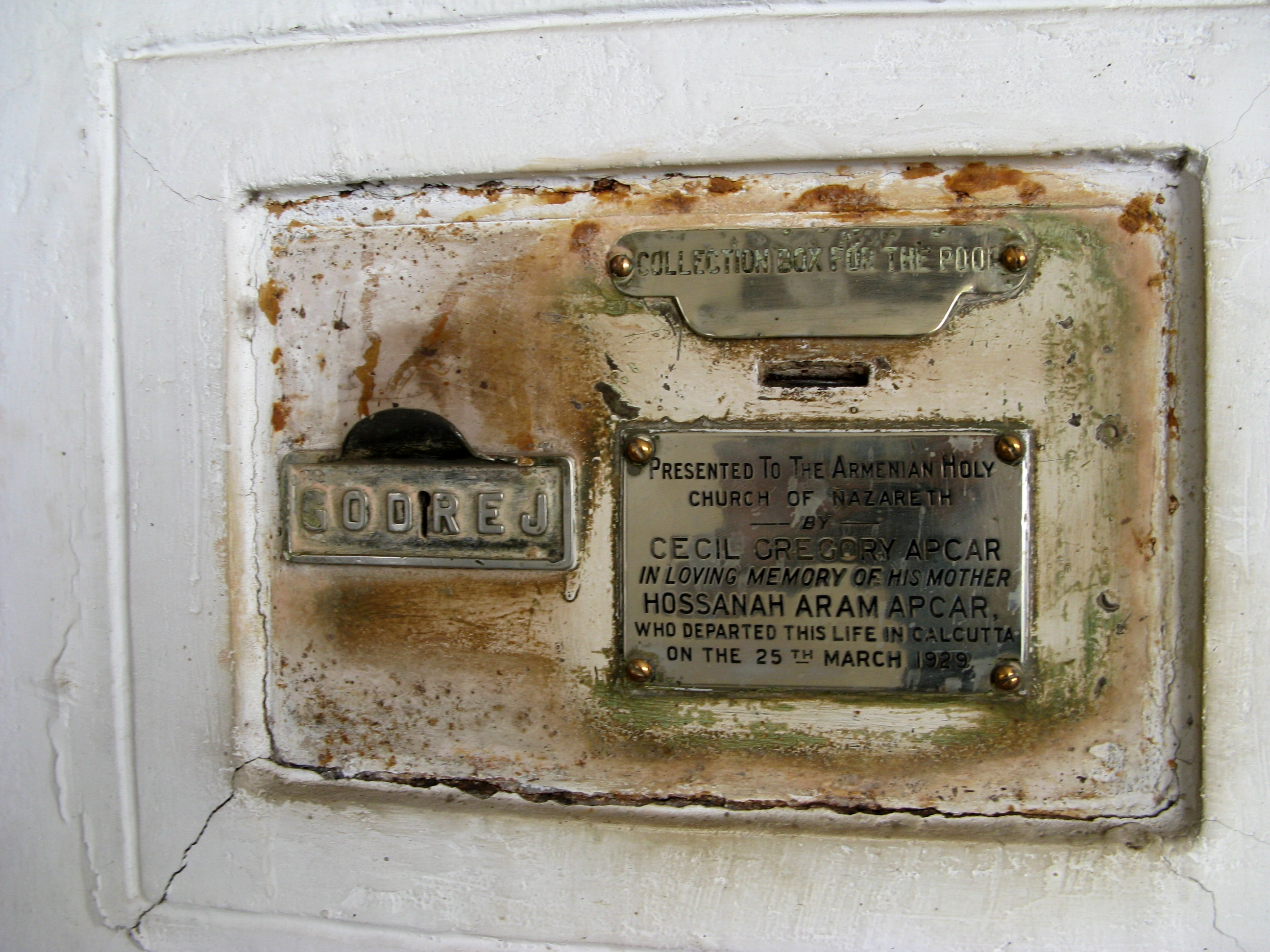
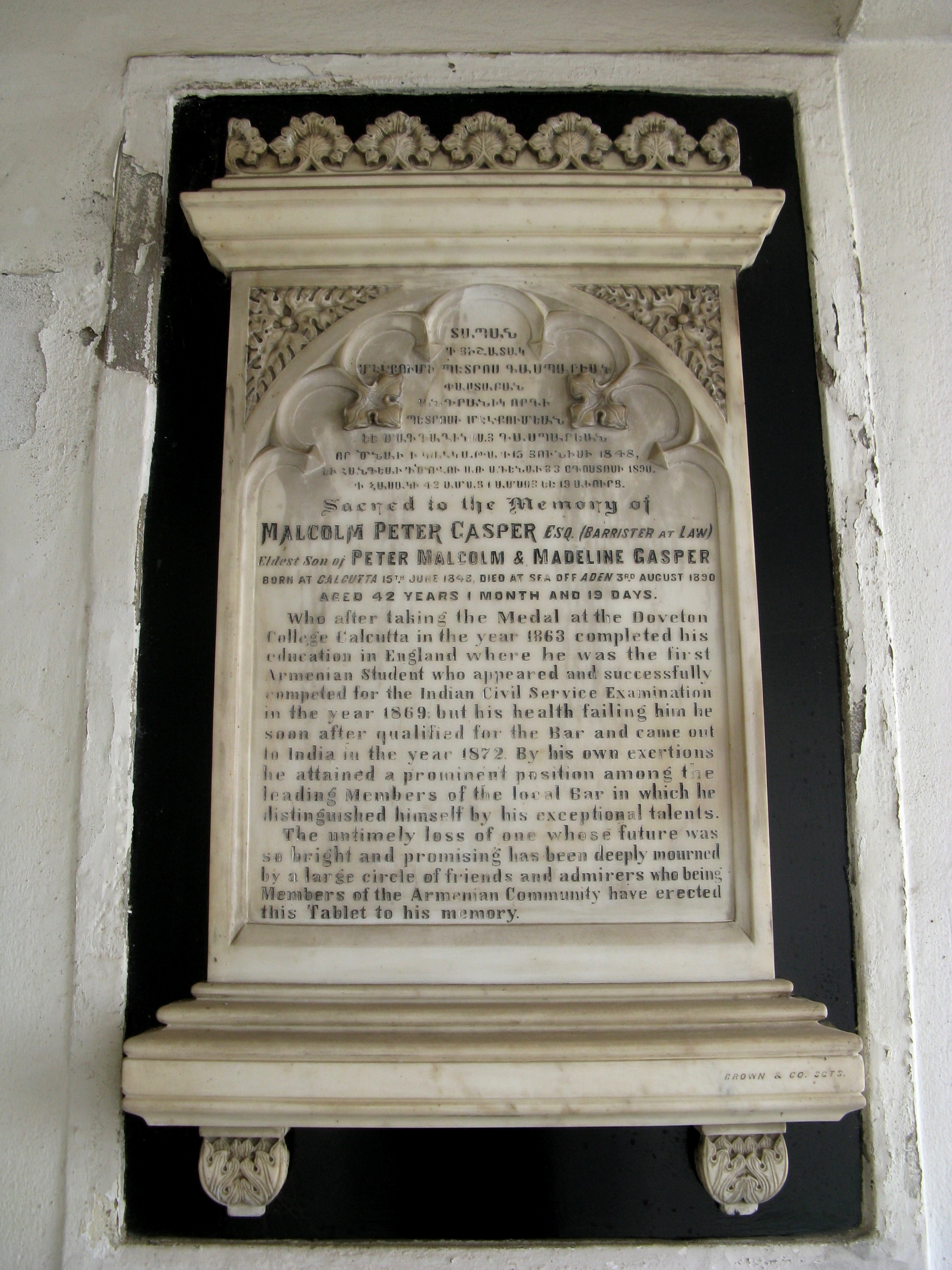
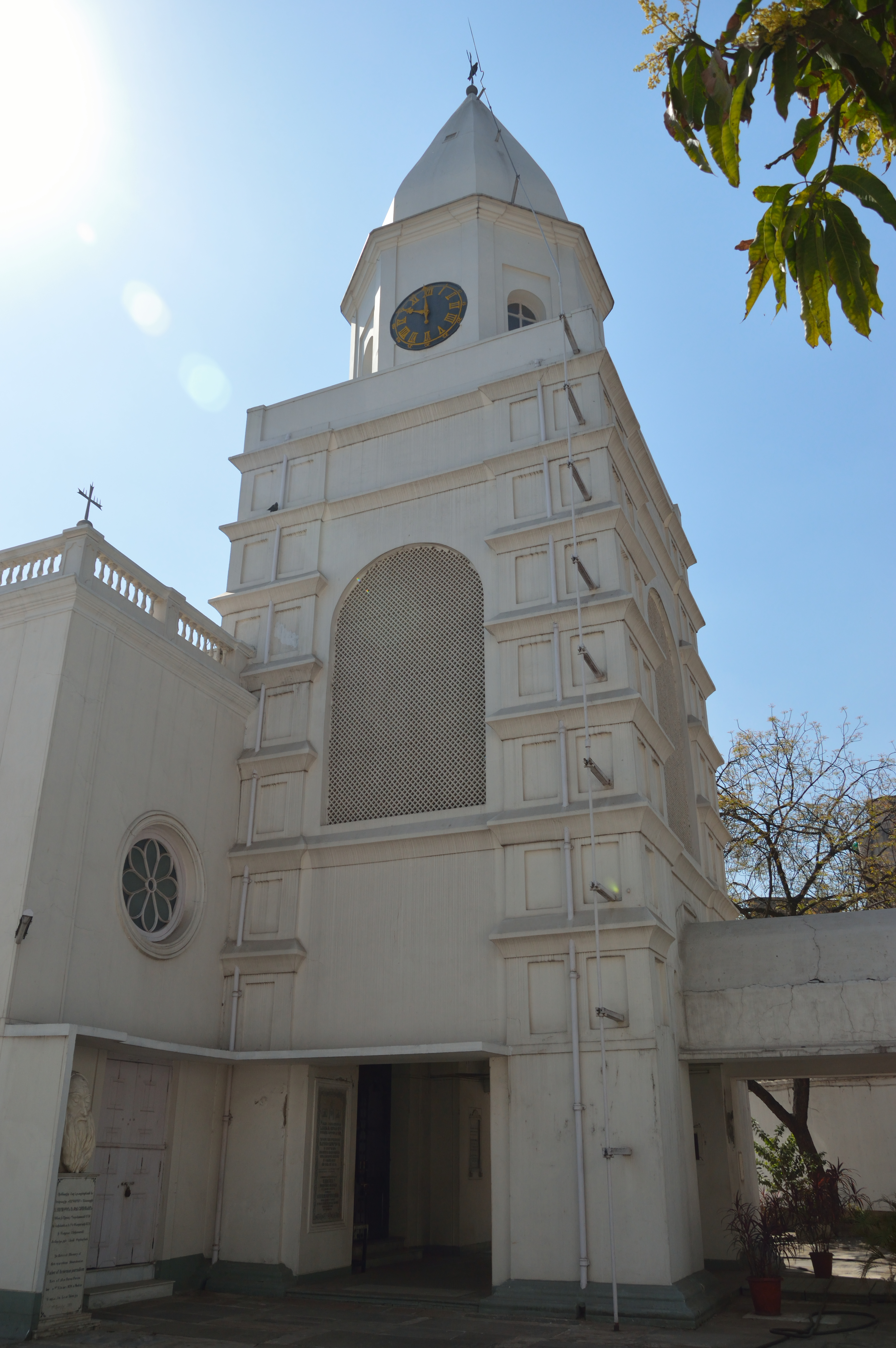